# Dorothy Arzner
Dorothy Arzner, née à San Francisco (Californie) le 3 janvier 1897 et morte à La Quinta (Californie) le 1er octobre 1979, est une réalisatrice, monteuse, scénariste, productrice et pédagogue américaine.

## Biographie
Née dans une famille fortunée (ses parents possèdent une chaîne de restaurants), Dorothy Arzner débute en 1919 à la Paramount Pictures, comme monteuse et scénariste, avant d'y réaliser son premier film en 1927.

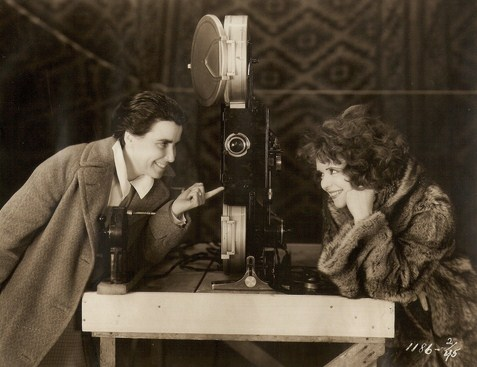
Dorothy Arzner et Clara Bow sur le tournage des Endiablées (1929).

Elle fait tourner Clara Bow dans le premier film parlant de l'actrice (Les Endiablées, 1929) et présente pour la première fois Katharine Hepburn en pantalon dans La Phalène d'argent (1933).
En 1932, elle quitte la Paramount et réalise encore quelques films en indépendante, dont Dance, Girl, Dance, aujourd'hui son film culte, surtout à cause de Lucille Ball avec sa fameuse « hula-dance », et le discours de Maureen O'Hara envers un public chic venu se rincer l'œil à un spectacle déshabillé.
Première femme à intégrer en 1936, à sa création, la Screen Directors Guild, elle est la seule femme à faire carrière comme réalisatrice à Hollywood dans les années 1930,. Elle est l'inventeuse de la perche au cinéma.
En 1943, elle met un terme définitif à sa carrière cinématographique. Par la suite, elle travaille pour la télévision et pour les services cinématographiques de l'armée américaine, et produit des pièces de théâtre.
À partir des années 1960 et jusqu'à son décès en 1979, elle enseigne l'écriture de scénario et la réalisation à l'université de Californie à Los Angeles (UCLA).

### Vie privée

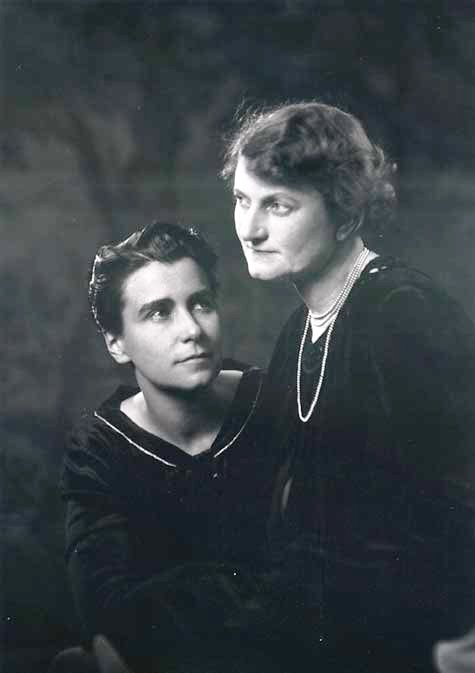
Dorothy Arzner et Marion Morgan en 1927.

Dorothy Arzner est la première femme à revendiquer ouvertement son homosexualité à Hollywood. Elle a entretenu une relation pendant quarante ans avec Marion Morgan, une danseuse et chorégraphe qui avait seize ans de plus qu'elle. Morgan a chorégraphié des séquences de danse dans certains des films d'Arzner, tels que Dance, Girl, Dance.
Même si elle a essayé de garder sa vie privée aussi discrète que possible, Arzner a eu des liaisons amoureuses avec plusieurs actrices, dont Alla Nazimova et Billie Burke. Il a été dit, mais jamais confirmé, qu'Arzner avait également eu des relations avec Joan Crawford et Katharine Hepburn.
En 1930, le couple s'installe dans une maison qu'elles nomment Armor, située sur Mountain Oak Drive dans les collines d'Hollywood,. En 1951, elles déménagent dans le désert de Palm Springs, où elles vivent jusqu'à la mort de Morgan en 1971,. Huit ans plus tard, en 1979, Dorothy Arzner meurt à l'âge de 82 ans à La Quinta en Californie.

## Reconnaissance
Une étoile lui est dédiée sur le Walk of Fame d'Hollywood Boulevard.
Plusieurs rétrospectives lui sont consacrées en France, au Festival Lumière à Lyon et, en mars et avril 2017, à la Cinémathèque française.

## Filmographie complète

### Comme réalisatrice
- 1922 : Arènes sanglantes (Blood and Sand) de Fred Niblo (réalisatrice, non créditée, de séquences additionnelles)
- 1927 : Frivolités (Fashions for Women)
- 1927 : Ten Modern Commandments
- 1927 : Il faut que tu m'épouses (Get your Man)
- 1928 : Manhattan Cocktail
- 1929 : Les Endiablées (The Wild Party)
- 1930 : Sous le maquillage (Behind the Make-Up) (non créditée, coréalisation de Robert Milton)
- 1930 : Paramount on Parade (film à sketches, nombreux réalisateurs, dont elle-même)
- 1930 : Anybody's Woman
- 1930 : Sarah et son fils (Sarah and Son)
- 1931 : Honor Among Lovers
- 1931 : Working Girls
- 1932 : Merrily We Go to Hell
- 1933 : La Phalène d'argent (Christopher Strong)
- 1934 : Nana (coréalisation de George Fitzmaurice)
- 1936 : L'Obsession de madame Craig (Craig's Wife)
- 1937 : La Fin de Mme Cheyney (The Last of Mrs. Cheyney) (non créditée, coréalisation de Richard Boleslawski et George Fitzmaurice)
- 1937 : L'Inconnue du palace (The Bride Wore Red)
- 1940 : Chantez, dansez, mes belles ! (Dance, Girl, Dance)
- 1943 : First Comes Courage

### Comme monteuse
- 1919 : Too Much Johnson (en) de Donald Crisp (non créditée)
- 1920 : The Six Best Cellars de Donald Crisp
- 1922 : Arènes sanglantes (Blood and Sand) de Fred Niblo (non créditée)
- 1923 : Ruggles of Red Gap de James Cruze
- 1923 : La Caravane vers l'Ouest (The Covered Wagon) de James Cruze
- 1924 : Inez from Hollywood d'Alfred E. Green
- 1926 : Vaincre ou mourir (Old Ironsides) de James Cruze

### Comme scénariste
- 1924 : The No-Gun Man de Harry Garson
- 1924 : Breed of the Border de Harry Garson
- 1925 : The Red Kimona de Walter Lang
- 1925 : When Husbands Flirt de William A. Wellman + (histoire)
- 1926 : Vaincre ou mourir (Old Ironsides) de James Cruze